# The Dubliners
The Dubliners – irlandzki zespół grający muzykę folkową, założony w 1962. Założycielami grupy byli Ronnie Drew, Luke Kelly, Ciarán Bourke oraz Barney McKenna. W 1964 dołączył do nich John Sheahan. W obecnym składzie nie pozostał już żaden z członków założycieli zespołu, a ostatni żyjący - John Sheahan - odszedł z zespołu po śmierci Barneya McKenny. Po 50 latach „Dublińczycy” zeszli ze sceny; w chwili obecnej część ostatnich członków zespołu koncertuje pod nazwą „The Dublin Legends”.
Nazwa zespołu pochodzi od tytułu książki Dublińczycy (ang. Dubliners) Jamesa Joyce’a, czytanej przez Luka Kelly’ego w momencie poszukiwania nazwy przez zespół.

## Skład zespołu
- Ronnie Drew (1962-1974; 1979-1995)
- Luke Kelly (1962-1984)
- Ciarán Bourke (1962-1974)
- Barney McKenna (1962-2012)
- John Sheahan (1964-)
- Bobby Lynch (1964-1965)
- Jim McCann (1974-1979)
- Seán Cannon (1982-)
- Eamonn Campbell (1987-)
- Paddy Reilly (1995-2005)
- Patsy Watchorn (2005-)